# Friedrich Nitsche
Friedrich Nitsche, též Friedrich Nitsche von Hohenplan (23. června 1835 Innsbruck – 4. prosince 1923 Vyšší Brod) byl rakouský a český právník a politik německé národnosti, v 2. polovině 19. století a počátkem 20. století poslanec Českého zemského sněmu a Říšské rady.

## Biografie
Byl vnukem filozofa Johannese Josefa Friedricha Nitscheho (1759–1821). Studoval práva na Vídeňské univerzitě a Innsbrucké univerzitě. V roce 1859 se účastnil rakouského tažení během války v Itálii v rámci jím organizované vojenské jednotky složené ze studentů z Innsbrucku. Roku 1860 získal titul doktora práv. Působil na advokátní praxi v Zell am See, Schärdingu a Salcburku. Od roku 1868 byl samostatným advokátem v Neufeldenu. V roce 1871 se přestěhoval do Vyššího Brodu, kde působil jako notář. Angažoval se v místním veřejném životě. Byl členem městské rady a po deset let i starostou města. Za jeho starostování došlo k vystavbě nové školní budovy, byly založeny městské lázně, opravena radnice a zřízen městský park.
V 70. letech 19. století se zapojil i do zemské a celostátní politiky. V zemských volbách v roce 1878 byl zvolen na Český zemský sněm za městskou kurii (obvod Krumlov – Kaplice – Nové Hrady – Vyšší Brod).
Mandát obhájil za týž obvod i ve volbách v roce 1883, volbách v roce 1889, volbách v roce 1895, volbách v roce 1901 a volbách roku 1908. Členem zemského sněmu tak byl nepřetržitě po 35 let. Byl členem mnoha sněmovních komisí, například německé sekce zemské zemědělské rady. Zasedal ve vedení Zemské banky. Delší dobu také byl předsedou městské kurie na sněmu.
Zasedal rovněž dlouhodobě v Říšské radě (celostátní zákonodárný sbor), kam poprvé usedl roku 1877 do městské kurie (obvod Krumlov, Kaplice). Slib složil 6. července 1877. Mandát obhájil za týž obvod ve volbách roku 1879 a volbách roku 1885. Rezignaci na mandát oznámil na schůzi 11. října 1887. Místo něj pak do parlamentu usedl Franz Krauß. Již ve volbách roku 1891 se ovšem do Říšské rady vrátil, opět za svůj tradiční volební okrsek. Mandát zde obhájil ve volbách roku 1897 a volbách roku 1901. Zvolen byl i ve volbách roku 1907, konaných již podle všeobecného, rovného volebního práva, kdy uspěl za obvod Čechy 094. Ve vídeňském parlamentu po delší období zastával funkci zástupce předsedy stálého výboru pro reformu civilních procesů a trestního práva.
Patřil k německým liberálům (takzvaná Ústavní strana, později Německá pokroková strana). Na Říšské radě se v říjnu 1879 uvádí jako člen staroněmeckého Klubu liberálů (Club der Liberalen). Později byl ve vídeňském parlamentu členem poslaneckého klubu Sjednocená německá levice, ze kterého vystoupil roku 1896 spolu s dalšími německými liberály zvolenými v Čechách a stal se pak předsedou volného sdružení tohoto odštěpeneckého klubu. Po volbách roku 1907 usedl do poslanecké frakce Německý národní svaz (Deutscher Nationalverband).
Působil jako prezident Notářské komory v Českých Budějovicích. Zasloužil se o rozvoj regionu Šumavy. Podporoval budování železniční sítě a školského systému, zejména středního školství. Z veřejného a politického života se musel stáhnout kvůli ztrátě zraku. Získal četná vyznamenání (například Řád železné koruny III. třídy nebo titul vládního rady). Roku 1909 byl povýšen do šlechtického stavu. Jedenáct jihočeských obcí mu udělilo čestné občanství. Zemřel po dlouhé nemoci ve vysokém věku v prosinci 1923. Je pohřben na hřbitově u kostela svatého Bartoloměje ve Vyšším Brodě. V Nekrologu v deníku Bohemia se uvádí jako jeden z posledních představitelů původní staroliberální německé politické garnitury.